# Isaiah Parente
Isaiah Parente (* 16. März 2000 in Medina, Ohio) ist ein US-amerikanisch-italienischer Fußballspieler.

## Karriere
Bis Sommer 2018 war Parente in der Academy von Columbus Crew und spielte anschließend für die College-Mannschaft Demon Deacons. Seit der Saison 2021 steht er im Kader der MLS-Mannschaft von Columbus Crew. Sein Debüt hatte er am 1. Mai 2021 bei einem 0:0 gegen CF Montreal, als er in der Startelf stand und zur 61. Minute für Luis Díaz ausgewechselt wurde. Richtig durchsetzen konnte er sich bei Columbus nicht und auch bei der Zweitvertretung wurde er nach der Saison 2022 nur noch sporadisch eingesetzt. Am Ende der Spielzeit 2023 trennten sich die Wege und er war erst einmal eine Zeit lang ohne Klub.
Im März 2024 fand Parente mit dem Ventura County FC in der MLS Next Pro eine neue sportliche Heimat. Er wurde direkt Stammspieler und machte auch mit Toren auf sich aufmerksam. So wurden seine Leistungen auch von Los Angeles Galaxy beachtet, dessen Farmteam Ventura County ist. Er debütierte für LA am 20. Juni 2024 bei einem 2:0-Sieg über den New York City FC. Seit der Spielzeit 2025 gehört er fest zur ersten Mannschaft und erhält durchgehend Spielzeit. 